# Big Bend (Wisconsin)
Big Bend es una villa ubicada en el condado de Waukesha en el estado estadounidense de Wisconsin. En el Censo de 2010 tenía una población de 1.290 habitantes y una densidad poblacional de 158,47 personas por km².

## Geografía
Big Bend se encuentra ubicada en las coordenadas 42°53′49″N 88°12′49″O / 42.89694, -88.21361. Según la Oficina del Censo de los Estados Unidos, Big Bend tiene una superficie total de 8.14 km², de la cual 8.05 km² corresponden a tierra firme y (1.15%) 0.09 km² es agua.

## Demografía
Según el censo de 2010, había 1.290 personas residiendo en Big Bend. La densidad de población era de 158,47 hab./km². De los 1.290 habitantes, Big Bend estaba compuesto por el 97.91% blancos, el 0.16% eran afroamericanos, el 0.23% eran amerindios, el 0.47% eran asiáticos, el 0.08% eran isleños del Pacífico, el 0.08% eran de otras razas y el 1.09% pertenecían a dos o más razas. Del total de la población el 2.33% eran hispanos o latinos de cualquier raza.